# Österhultagölen
Österhultagölen är en sjö i Eksjö kommun i Småland och ingår i Emåns huvudavrinningsområde.